# Eutelia plusioides
Targalla delatrix là một loài bướm đêm trong họ Noctuidae.